# Sarah Kéryna
Sarah Kéryna est une actrice de théâtre et écrivaine française née le 29 décembre 1972.